# 1990 في المغرب
فيما يلي قوائم الأحداث التي وقعت خلال عام 1990 في المغرب.

## الحكم
- الملك – الحسن الثاني.
- رئيس الحكومة – عز الدين العراقي.
- وزير الداخلية – إدريس البصري.

## أحداث
- 1990 - انتفاضة فاس 1990.[1]
- 1990 - وضع الشيخ عبد السلام ياسين رهن الإقامة الجبرية (أكثر من 10 سنوات حتى 10 مايو 2000).

## الرياضة
- فاز نادي الوداد الرياضي بــالدوري المغربي لكرة القدم 1989–90.
- فاز نادي الأولمبيك البيضاوي بكأس العرش المغربي لسنة 1990.

## أفلام
- المطرقة والسندان (فيلم) للمخرج: حكيم نوري.
- عرس الآخرين (فيلم) للمخرج: حسن بنجلون.

## مواليد
- زينب أفيلال - مغنية مغربية تؤدي الطرب الأندلسي بمختلف أنواعه.
- 1 يناير - إسماعيل الحداد، لاعب كرة قدم.
- 20 فبراير - عثمان أبو زعيتر، مقاتل فنون قتال مختلطة ألماني من أصل مغربي.
- 25 فبراير - يونس بلهندة، لاعب كرة قدم مغربي.
- 17 مارس - عبد الحميد الكوثري، لاعب كرة قدم مغربي.
- 26 مارس - رومان سايس، لاعب كرة قدم فرنسي/مغربي.
- 21 أغسطس - عمر القدوري، لاعب كرة قدم بلجيكي/مغربي.
- 14 أكتوبر - ياسين الخروبي، لاعب كرة قدم فرنسي/مغربي.

## وفيات

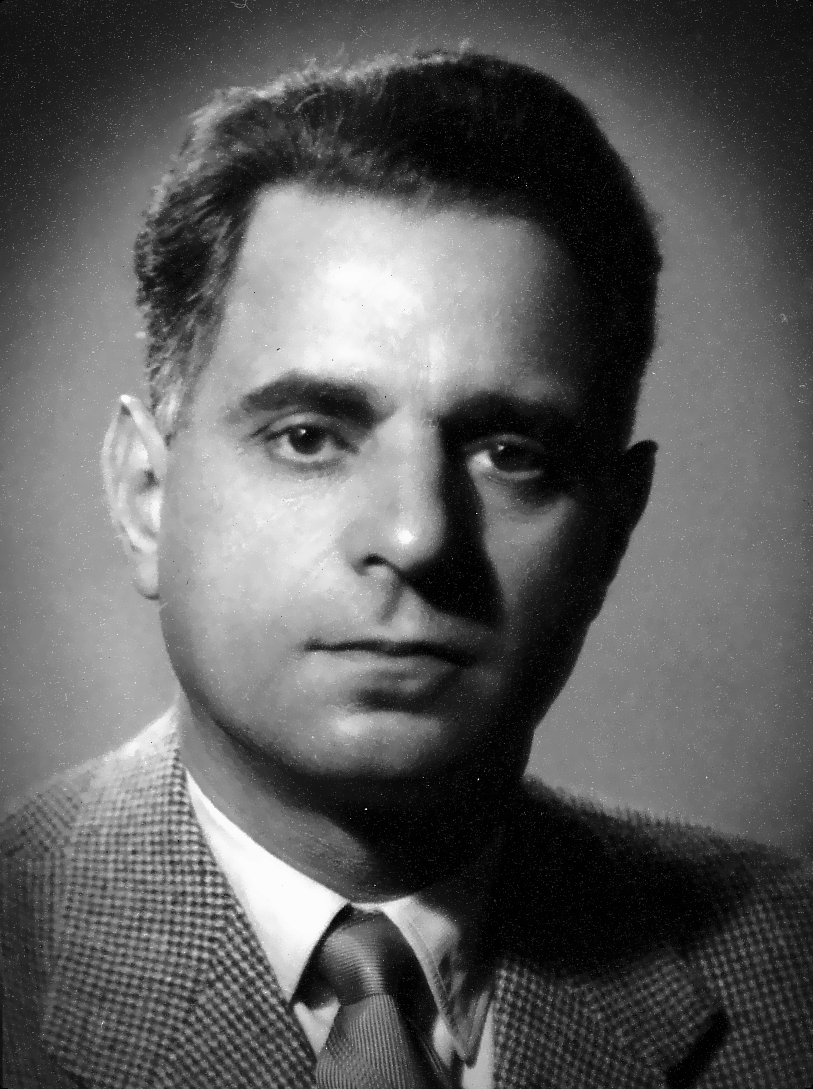
أحمد بلافريج

- 14 أبريل - أحمد بلافريج، (سياسي مغربي ترأس ثاني حكومة في المغرب بعد استقلاله).
- 3 أغسطس - جرمان عياش، مؤرخ مغربي.